# Bolszoje Skuratowo
Bolszoje Skuratowo (ros. Большое Скуратово) – wieś (sieło) w Rosji, w obwodzie tulskim, w rejonie czerńskim. W 2010 liczyła 346 mieszkańców.